# Warrensburg Township
Warrensburg Township est un ancien township, situé dans le comté de Johnson, dans le Missouri, aux États-Unis,.
Le township est fondé en 1836 et baptisé en référence à la ville de Warrensburg.

### Source de la traduction
- (en) Cet article est partiellement ou en totalité issu de l’article de Wikipédia en anglais intitulé « Warrensburg Township, Johnson County, Missouri » (voir la liste des auteurs).